# Сан Виторино (Пескара)
Сан Виторино (итал. San Vittorino) је насеље у Италији у округу Пескара, региону Абруцо.
Према процени из 2011. у насељу је живело 100 становника. Насеље се налази на надморској висини од 638 м.